# Арсенишвили, Георгий Лонгинозович
Георгий Лонгинозович Арсенишвили (груз. გიორგი ლონგინოზის ძე არსენიშვილი; 5 января 1942, с. Хирса, Грузинская ССР — 17 ноября 2010, Тбилиси, Грузия) — грузинский политик, государственный деятель, Государственный министр Грузии (2000—2001).

## Биография
Окончил механико-математический факультет Тбилисского государственного университета им. Джавахишвили. В 1970 году — аспирантуру Киевского института математики. Доктор технических наук, профессор.
В 1973—1974 годах прошёл стажировку в Гейдельбергском университете. Был старшим научным сотрудником Института прикладной математики, старшим преподавателем механико-математического факультета ТГУ; доцентом кафедры теории относительности и математической статистики.
В 1978 году избран деканом факультета кибернетики и прикладной математики. С 1982 года заведовал кафедрой использования математических методов.
- 1995—2000 гг. — уполномоченный президента Грузии в Кахетинском регионе.
- 2000—2001 гг. — государственный министр Грузии.
- 2001—2004 гг. — Чрезвычайный и Полномочный Посол Грузии в Австрии, Венгрии, Словении, Словакии и Чехии.
- 2004—2006 гг. возглавлял наблюдательный совет Объединенного телекома Грузии.
- 2006—2007 гг. — председатель наблюдательного совета Грузинской железной дороги.

В парламенте последнего созыва занимал пост председателя комитета по правам человека и гражданской интеграции.
Был женат, имел двоих детей и двоих внуков.
Умер 17 ноября 2010 года в возрасте 68 лет от инфаркта миокарда.